# Grand-Popo
Grand-Popo is een van de 77 gemeenten (communes) in Benin. De gemeente ligt in het departement Mono en heeft een oppervlakte van 289 km². Grand-Popo is opgedeeld in zeven arrondissementen:
- Adjaha
- Agoué
- Avloh
- Djanglanmey
- Gbéhoué
- Grand-Popo
- Sazoué

## Geografie
De gemeente wordt in het westen begrensd door de Mono, die hier uitmondt in een lagune en zo verder in de Golf van Benin. De Mono vormt de grens met Togo. Het zuiden van de gemeente bestaat uit een zanderige schoorwal. De kust is onderhevig aan erosie, wat versterkt werd door het uitbouwen van haveninfrastructuur. Meer in het binnenland liggen moerassen en een zanderig plateau.
De autoweg RNIE1 tussen Cotonou en Lomé loopt door de gemeente.

## Economie
Er wordt gevist in de lagune en op zee. De landbouw is ook een belangrijke economische sector. Belangrijkste gewassen zijn groenten, maïs, suikerriet en kokosnoten. In Avloh wordt zout gewonnen. De resten van het koloniale verleden en de zandstranden hebben toeristisch potentieel.

## Bevolking
In 2002 telde Grand-Popo 40.335 inwoners.
De Xwla vormen de grootste bevolkingsgroep.

## Geschiedenis
Popo maakte in de 17e en 18e eeuw deel uit van de Slavenkust van de West-Indische Compagnie.

## Geboren
- René Megniho Dossa (-2004), politicus